# Новоалтайск
Новоалта́йск — город в Алтайском крае России. Административный центр Первомайского района, в состав которого не входит. Образует городской округ город Новоалтайск.

## Этимология
Возник в середине XVIII века как деревня Чесноковка. Название от антропонима: прозвищное имя Чеснок фиксируется в источниках с XVI века, от него — распространённая фамилия Чесноков. С 1942 года — город с тем же названием, в 1962 году переименован в Новоалтайск.

## География
Расположен у правого берега реки Оби, в нижнем течении его правого притока реки Чесноковки, около 12 км от центра города Барнаула, напротив него через реку Обь. Городской округ город Новоалтайск граничит на юго-западе с городским округом город Барнаула, на востоке, севере, юге и северо-западе с Первомайским районом Алтайского края.
Крупный транспортный узел, станция Алтайская входит в десятку самых крупных железнодорожных узлов РФ.
Площадь города 72,2 км², городского округа 74,94 км².
Основные промышленные и коммунально-складские предприятия сосредоточены в границах Южного промышленного узла и в северо-западной части города, вдоль полосы отвода железной дороги. Территория северной и частично юго-западной части Южного жилого района застроена одноэтажной индивидуальной жилой застройкой. Южная и северная части Центрального жилого района формируют деловой и административный центры, вокруг которых сосредоточены компактные жилые микрорайоны, имеющие чёткую планировочную структуру с этажностью застройки от 4 до 16 этажей.

Город находится в лесостепной зоне Западно-Сибирской низменности с резко континентальным климатом, в зоне рискованного земледелия. Среднегодовая температура воздуха: 2 °C. Абсолютный минимум январской температуры: −52 °C. Абсолютный максимум температуры июля: +38 °C. За год выпадает 437 мм осадков, 65 % которых приходится на тёплый период. Снежный покров лежит в среднем с начала октября до конца марта, достигая зимой в среднем 1200 мм высоты.
| Показатель                                                                          | Янв.  | Фев.  | Март  | Апр. | Май  | Июнь | Июль | Авг. | Сен. | Окт. | Нояб. | Дек.  | Год  |
| ----------------------------------------------------------------------------------- | ----- | ----- | ----- | ---- | ---- | ---- | ---- | ---- | ---- | ---- | ----- | ----- | ---- |
| Средний суточный максимум, °C                                                       | −10   | −8,9  | −1,4  | 9,0  | 19,0 | 24,7 | 26,5 | 23,3 | 17,6 | 7,5  | −2,6  | −9,1  | 8,2  |
| Средняя температура, °C                                                             | −15,1 | −14,8 | −7,3  | 3,2  | 12,1 | 18,0 | 20,1 | 17,0 | 11,3 | 2,8  | −6,9  | −13,8 | 2,2  |
| Средний суточный минимум, °C                                                        | −20,1 | −20,7 | −13,2 | −2,5 | 5,2  | 11,4 | 13,7 | 10,7 | 5,1  | −1,9 | −11,1 | −18,5 | −2,7 |
| Норма осадков, мм                                                                   | 26    | 24    | 20    | 27   | 40   | 45   | 59   | 49   | 31   | 51   | 36    | 29    | 437  |
| Источник: Климат Новоалтайска. ru.climate-data.org. Дата обращения: 22 апреля 2021. |       |       |       |      |      |      |      |      |      |      |       |       |      |

## История
- История города, как поселения, начинается в XVIII веке с проникновения русского населения из Европейской части России в Сибирь, с основания в 1717 году Белоярской крепости, а затем деревень Чесноковка (1736 г.) и Бажово (1737 г.).[4]
- В 1915 году через неё прошла Алтайская железная дорога, появился пристанционный посёлок.
- В 1934 году был построен деревообрабатывающий завод, в 1941 году эвакуирован вагоностроительный завод из Днепродзержинска.
- Статус рабочего посёлка у Чесноковки — с 1936 г.
- С 27 января 1939 года являлась центром Барнаульского района (переименован в Чесноковский 19 мая 1955 года, расформирован 26 ноября 1957 года).
- 8 мая 1942 году рабочему посёлку был присвоен статус города.
- 18 апреля 1962 года город Чесноковка переименован в Новоалтайск.

В декабре 2003 года в черту города Новоалтайска (60 015 жителей по переписи 2002 года) были включены 3 населённых пункта: 2 посёлка городского типа — Новогорский (2273 жителей, 2002) и Белоярск (10818 жителей, 2002), а также подчинявшийся последнему 1 сельский населённый пункт — посёлок Токарево (438 жителей, 2002).
Распоряжением Правительства РФ от 29 июля 2014 года № 1398-р «Об утверждении перечня моногородов» городской округ город Новоалтайск включён в категорию «Монопрофильные муниципальные образования Российской Федерации (моногорода), в которых имеются риски ухудшения социально-экономического положения».

## Население
Данные с 1996 года приведены в новых границах города 2004 года после вхождения в черту города 2 пгт и 1 сельского посёлка.
| 1939    | 1959    | 1967    | 1970    | 1973    | 1976    | 1979    | 1982    | 1986    | 1987    | 1989    |
| ------- | ------- | ------- | ------- | ------- | ------- | ------- | ------- | ------- | ------- | ------- |
| 9000    | ↗33 953 | ↗46 000 | ↗49 498 | ↗51 000 | ↗52 000 | ↘50 034 | ↗51 000 | ↘50 000 | ↗51 000 | ↗53 642 |
| 1992    | 1996    | 1997    | 1998    | 1999    | 2000    | 2001    | 2002    | 2003    | 2004    | 2005    |
| ↗55 200 | ↗70 458 | ↗71 642 | ↗73 500 | ↘73 400 | ↗73 600 | ↗73 700 | ↘73 500 | ↗73 554 | ↗73 889 | ↗73 986 |
| 2006    | 2007    | 2008    | 2009    | 2010    | 2011    | 2012    | 2013    | 2014    | 2015    | 2016    |
| ↘73 889 | ↘73 648 | ↘73 182 | ↘73 068 | ↘70 437 | ↗70 473 | ↘70 317 | ↗70 357 | ↗70 988 | ↗72 308 | ↗73 134 |
| 2017    | 2018    | 2019    | 2020    | 2021    | 2024    | 2025    |         |         |         |         |
| ↗73 712 | ↘73 439 | ↗73 769 | ↗74 556 | ↘73 049 | ↗73 511 | ↘73 292 |         |         |         |         |

На 1 января 2025 года по численности населения город находился на 224-м месте из 1124 городов Российской Федерации.

## Территориальное деление

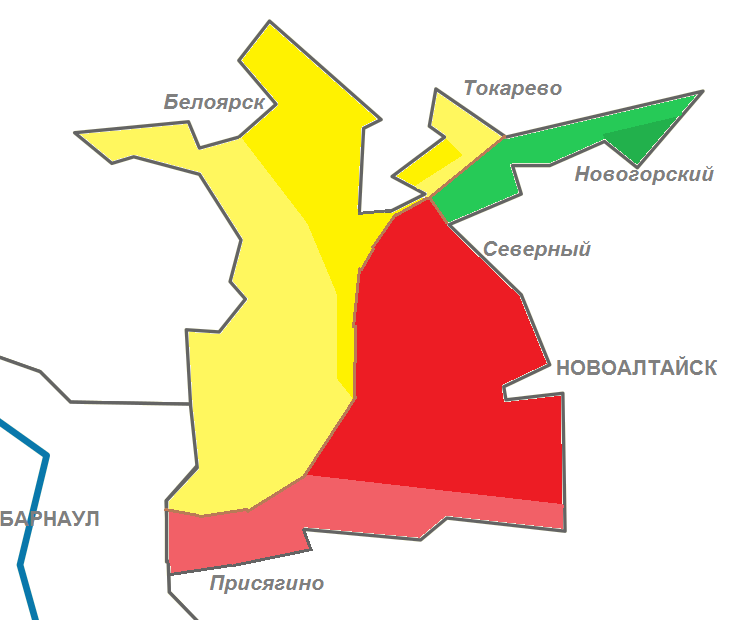
Районы Новоалтайска:
Центральный
Белоярский
Новогорский

Город Новоалтайск административно и исторически в рамках планирования жилой застройки поделён на 3 района, границами которых является полоса отвода железной дороги, трасса М-52 «Чуйский тракт» и река Чесноковка:
- Центральный район — 60 тыс. чел. (2024 год),
- Белоярский район — 10 тыс. чел. (2024 год),
- Новогорский район — 3 тыс. чел. (2024 год)[33].

В рамках администрации города функционируют также администрации Белоярского и Новогорского районов.
Белоярский район в 2004 году включил территории упразднённых в 2003 году двух населённых пунктов (пгт Белоярск и посёлок Токарево), а Новогорский район образован на базе бывшего (до 2003 года) пгт Новогорский.

## Экономика
Расположение Новоалтайска поблизости, к востоку от Барнаула, исторически сложившиеся тесные производственные, экономические и культурно-бытовые связи с краевым центром, наличие развитой производственной сферы, выгодное территориальное расположение, определяют значение города как крупного железнодорожного узла, производственного, промышленного и транспортного центра на территории Алтайского края.
Действуют крупная сортировочная железнодорожная станция Алтайская, предприятия Западно-Сибирской железной дороги, ПАО «Алтайвагон», ПАО «Новоалтайский завод железобетонных изделий имени Г. С. Иванова», АО «Алтайкровля», ПАО «Белоярский мачтопропиточный завод» (до 1959 года являлся шпалопропитывающим и принадлежал МПС), ряд предприятий ГУП «Алтайавтодор». С 2011 года функционирует логистический распределительный центр торговой сети «Мария-Ра».
Связь
Стационарную телефонную связь и интернет обеспечивают Алтайский филиал ПАО «Ростелеком», компания «Диалог Сибирь — Барнаул» (бренд «Диалогтелеком»), 
Услуги сотовой связи в городе предоставляют пять федеральных операторов: «Билайн», «МТС», «МегаФон», Tele2, Yota.

## Транспорт
Автобус

### Список маршрутов[36]
| №   | Наименование маршрута                                         |
| --- | ------------------------------------------------------------- |
| 5   | Велижановка — Горбольница                                     |
| 7   | Микрорайон Дорожник — Раздолье                                |
| 9   | Микрорайон Дорожник — Микрорайон Северный                     |
| 11  | Белоярск (Боярка) — Горбольница                               |
| 11к | Белоярск (Магазин № 5) — Горбольница                          |
| 12  | Боровиха — Горбольница                                        |
| 14  | Высоковольтная улица — Водоканал                              |
| 15  | Токарёво — Вокзал                                             |
| 19  | Полиция — Укладочный                                          |
| 25  | Посёлок Геологов — ЖБИ                                        |
| 26  | Микрорайон Дорожник — Белоярская                              |
| 26а | Улица Мелиораторов — Микрорайон Дорожник                      |
| 26б | Улица Мелиораторов — Микрорайон Дорожник (через 2-ю Школьную) |
| 30  | Белоярск (Торфопредприятие) — Горбольница                     |
| 30д | Микрорайон Дорожник — Белоярск (Торфопредприятие)             |
| 44  | Майская улица — Кинотеатр «Космос» — Майская улица            |

Троллейбус

На 25 апреля 2014 года 2 маршрута (не ходят)
Планировалось создать троллейбусный маршрут, который соединил бы Новоалтайск и Барнаул.
Стоимость проезда по состоянию на 2025 год — 35 рублей.

## Памятники
Обелиск на могиле Героя Советского Союза И. И. Григорьева. Сквер у городского центра культуры «Современник». Объект культурного наследия регионального значения.